# Тумул (Хангаласский улус)
Туму́л (якут. Тумул) — село в Хангаласском улусе Республики Саха (Якутия) России. Административный центр и единственный населённый пункт Тумульского наслега.

## География
Село находится на юге центральной части Якутии, на левом берегу реки Лена, на расстоянии примерно 83 км (по прямой) к юго-западу от города Покровск, административного центра улуса. Абсолютная высота — 123 м над уровнем моря.
Климат
Климат характеризуется как резко континентальный. Средняя температура воздуха самого тёплого месяца (июля) составляет 19 °C; самого холодного (января) — −40 °C. Среднегодовое количество атмосферных осадков составляет 200—350 мм.
Часовой пояс
Село Тумул находится в часовой зоне МСК+6. Смещение применяемого времени относительно UTC составляет +9:00.

## Население
| 2002 | 2010 | 2012 | 2013 | 2014 | 2015 | 2016 |
| ---- | ---- | ---- | ---- | ---- | ---- | ---- |
| 266  | ↘239 | ↗240 | ↘233 | ↘229 | ↘221 | ↘219 |
| 2017 | 2018 | 2019 | 2020 | 2021 |      |      |
| ↘217 | ↘211 | ↗223 | ↘222 | ↗228 |      |      |

Половой состав
По данным Всероссийской переписи населения 2010 года, в гендерной структуре населения мужчины составляли 53,1 %, женщины — соответственно 46,9 %.
Национальный состав
Согласно результатам переписи 2002 года, в национальной структуре населения якуты составляли 91 % из 266 чел.

## Улицы
| - ул. Заречная, - ул. Новая, | - ул. Семилетка, - ул. Советская. |